# Mártires megye
Mártires egy megye Argentínában, Chubut tartományban. A megye székhelye Las Plumas.

## Települések
A megye a következő nagyobb településekből (Localidades) áll:
- Las Plumas
- El Mirasol

Kisebb települései (Parajes):
- Mina Chubut
- La Rosada
- Alto de las Plumas
- Laguna Grande
- Sierra Negra